# Luciano Leggio
Luciano Leggio (6 de enero de 1925 - 16 de noviembre de 1993), llamado Lucianeddu, fue un poderoso criminal y mafioso siciliano. Era el jefe de los Corleonesi, la facción mafiosa que se originó en el pueblo de Corleone. Algunas fuentes le llamaban de forma incorrecta Liggio, resultado de un error de transcripción en los documentos judiciales en la década de 1960. También es conocido como «La primula rossa di Corleone».
Además del intento de establecer a los corleonesi como el clan mafioso dominante en Sicilia, se hizo tristemente célebre por evitar condenas por una multitud de crímenes, incluyendo homicidio, antes de ser encarcelado de por vida por fin en 1974.

## Sus inicios
Leggio fue uno de los diez hijos criados en la pobreza extrema de una pequeña granja. Se tiró a la delincuencia en su adolescencia. Su primera condena fue cuando tenía 18 años por robar maíz; una vez completada la condena de seis meses por este crimen, asesinó al hombre que lo había denunciado a la policía. En 1945 fue reclutado por el jefe de la mafia de Corleone, Michele Navarra, a través de su tío Leoluca Leggio, llamado u zu' Luca, para trabajar como matón y asesino a sueldo. Ese mismo año Leggio asesinó a tiros a un trabajador de una granja con el fin de quitarle su puesto de trabajo, e inmediatamente después se hizo cargo de la granja al exigir al propietario que le cediera la propiedad agrícola a punta de pistola.
Muchos pentiti han descrito a Leggio como impredecible y violento, además de ser altamente vanidoso. Según Tommaso Buscetta, durante las reuniones con los jefes de la mafia de Palermo, Leggio corregía los errores gramaticales hechos por Gaetano Badalamenti cuando este intentaba hablar en italiano en lugar de siciliano. Leggio al parecer, le gustaba ser llamado «El Profesor», como si fuera un intelectual, a pesar de que, al igual que muchos de sus compañeros corleoneses, su educación había sido muy pobre. Leggio dejó la escuela a la edad de nueve años y fue analfabeto hasta bien entrada la edad adulta. También tendía a usar caros trajes a medida en sus repetidas apariciones en los tribunales, a menudo con gafas de sol, y dando grandiosas caladas a puros.
El 10 de marzo de 1948, el sindicalista Placido Rizzoto fue secuestrado por tres hombres a plena luz del día, con un número de testigos que afirman que Leggio era uno de ellos. Al año siguiente, dos hombres confesaron haber ayudado a Leggio con el secuestro de Rizzotto, al que asesinó y arrojó en una sima a cincuenta metros de profundidad. La policía recuperó el cuerpo de Rizzotto y otros dos hombres más. Leggio fue arrestado bajo sospecha de asesinato, pero después de pasar casi dos años entre rejas fue puesto en libertad, y los cargos desaparecieron cuando los testigos se negaron a declarar. Los dos presuntos cómplices fueron finalmente asesinados. Leggio pasó a la clandestinidad —aunque al parecer no tuvo que esforzarse en ocultarse, porque nadie en Corleone se atrevía en alertar a la policía sobre su paradero—, después de ser procesado de nuevo por el asesinato de Rizzotto. Fue juzgado dos veces in absentia del asesinato del sindicalista, pero fue absuelto por falta de pruebas en ambas ocasiones.
Mientras estaba preso, en la década de 1940, conoció a Salvatore Riina, quien tenía entonces diecinueve años y empezaba una condena de seis años por homicidio. Los dos finalmente se convirtieron en socios después de la liberación de Riina, al igual que otro joven local criminal, Bernardo Provenzano.

## Ascenso al poder
Leggio pronto comenzó a construir su propia facción de mafiosos leales, incluyendo a Riina y Provenzano, y en 1956 la facción de Leggio entró en guerra con Navarra y sus seguidores, contrarios a ampliar los intereses mafiosos más allá de los temas agrícolas. Una tarde, en junio de 1958, Leggio caminaba por un campo cuando algunos de los hombres de Navarra abrieron fuego contra él. Se escapó con solo una herida leve en la mano.
Un par de meses más tarde, el 2 de agosto, Leggio, Riina, Provenzano y otros pistoleros le tendieron una emboscada a las afueras de Corleone. Michele Navarra pronto dio la vuelta, pero los hombres armados abrieron fuego, acribillando el coche con doscientas balas. Navarra murió en el acto junto con un amigo (no relacionado con la mafia) que estaba llevándolo a la localidad de Lercara Friddi. Leggio se proclamó jefe de Corleone y en los siguientes cinco años él y sus hombres persiguieron y mataron a unos cincuenta más de los partidarios restantes de Navarra.
Leggio y su facción salieron victoriosos, y finalmente tomó su lugar en la Comisión. Sin embargo, el aumento de la violencia en Corleone, junto con la masacre de Ciaculli, había inspirado una ofensiva contra la mafia en 1963. Leggio y sus socios tuvieron que pasar a la clandestinidad.

## Repetidas absoluciones
Leggio pasó los años 1960 y 1970 aumentando la fuerza de los Corleonesi, asesinando a cualquiera que se interpusiera en su camino. En particular, quería el control de la refinación y la distribución de heroína, que pronto proporcionaría una enorme fuente de ingresos para la mafia siciliana. También hizo fortuna con el abuso inmobiliario, gracias a sus influencias institucionales que le aseguraba el político Vito Ciancimino.
Fue capturado en Corleone en mayo de 1964 (curiosamente, se escondía en la casa de la novia de Plácido Rizzotto, a quien una vez había sido acusado de asesinar) quejándose en voz alta acerca de su mala salud, su vejez (aunque solo tenía treinta y nueve años) y su persecución. Negaba saber nada de ninguna mafia. En primer lugar, fue juzgado por el asesinato de Navarra y su acompañante en 1958. El juicio terminó con su absolución por falta de pruebas. Fue juzgado a finales de 1968 con 113 acusados más en relación con la primera guerra de la mafia que surgió de la masacre de Ciaculli. Sin embargo, el jurado cerró el proceso con solo diez condenas. El resto, incluyendo Leggio, fueron absueltos.
Aún no había salido y ya tuvo que enfrentarse a otro juicio en 1969, acusado de asesinar a nueve de los hombres de Navarra. Esta vez fue juzgado junto con más de sesenta compañeros Corleonesi, incluyendo Salvatore Riina, que fue uno de los casi dos mil mafiosos detenidos en la década de 1960 como consecuencia de la violencia en los primeros años de la década.
El juicio fue considerado como una farsa, con informes de intimidación a testigos y la evidencia de manipulaciones. Por ejemplo, fragmentos rotos de una luz de coche encontrados en la escena del asesinato de Navarra, que habían sido identificados como perteneciente a un Alfa Romeo, vehículo propiedad de Leggio, habían sido reemplazados en el momento del juicio por pedazos de otra luz rota de una marca de coches completamente diferente. Se enviaron cartas anónimas a los jueces y fiscales amenazándolos de muerte. Al final, todos los acusados fueron absueltos.

## Fugitivo en la península italiana
Inmediatamente después del juicio, que terminó en julio de 1969, un determinado juez italiano llamado Cesare Terranova interpuso un recurso contra la sentencia absolutoria a Leggio por el asesinato Navarra. En diciembre de 1970 Leggio fue finalmente declarado culpable y condenado a cadena perpetua por este asesinato, pero fue in absentia porque, una vez más, había pasado a la clandestinidad. En julio de 1969, después de enterarse de su enésima acusación judicial, Leggio ingresó en una clínica privada en Roma para recibir tratamiento de la enfermedad de Pott, que había sufrido la mayor parte de su vida y por la que tuvo que usar un aparato ortopédico. Cuando la policía finalmente llegó para arrestarlo, en enero de 1970, ya había huido. El hecho de que no fuera detenido durante sus siete meses de estancia en la clínica fue un escándalo en Italia, al igual que sus repetidas absoluciones.
Había sospechas de que autoridades corruptas habían ayudado a evadir la justicia a Leggio; algunas de ellas recaían sobre el Fiscal Jefe de Palermo, Pietro Scaglione, que fue asesinado a tiros en 1971. Tommaso Buscetta y Salvatore Contorno afirmaron más tarde que Riina personalmente había disparado a Scaglione porque los Corleonesi no querían ser investigados por las masacres de la primera guerra de la mafia. Leggio más tarde sería juzgado dos veces por matar a Scaglione, pero fue absuelto por insuficiencia de pruebas.
Con el tiempo se escondió en Milán, donde estableció un negocio rentable con los secuestros. A principios de 1973 se encontró con un mafioso llamado Damiano Caruso, quien le echó la culpa por haber matado a uno de sus amigos años antes. Caruso desapareció, al igual que su novia y su hija de quince años de edad. De acuerdo con numerosos informantes, Leggio mató a Caruso, y cuando su novia y su hija llegaron para saber lo que había ocurrido, las violó y estranguló a las dos.

## Cadena perpetua
Finalmente, fue capturado en Milán el 16 de mayo de 1974, después de que la policía local lo hubiera rastreado gracias a las escuchas telefónicas. Leggio finalmente fue enviado a cumplir su condena a cadena perpetua por el asesinato de Navarra.
Se cree que conservó una influencia significativa desde la cárcel, al igual que muchos otros gánsteres después de su encarcelamiento. Sin embargo, a finales de la década de 1970, su lugarteniente Salvatore Riina se quedó con el control de los Corleonesi.
Criado en la pobreza, Leggio era un multimillonario en el momento de su detención. En el momento de su captura, la ley italiana todavía no permitía a las autoridades confiscar fortunas ilícitas penales.
Fue juzgado con un grupo de otras personas en 1977 por crímenes cometidos con anterioridad, según el testimonio de Leonardo Vitale; lo absolvieron junto con todos los demás, excepto a uno de ellos (el tío de Vitale) justo cuando el estado mental de Leonardo Vitale se puso en entredicho.
En el Maxi Proceso de 1986-1987, Leggio fue acusado de ayudar a ejecutar los planes de los Corleonesi aun estando encarcelado. Entre ellos, lo acusaron de ordenar el asesinato del fiscal Cesare Terranova, quien murió acribillado en 1979. Se defendió él mismo actuando como abogado propio, interrogando a Tommaso Buscetta y otros pentiti. Afirmaba que había sido arrestado por razones políticas. Fue absuelto de todos los cargos debido a la falta de pruebas, a pesar de que todavía pesaba sobre él la cadena perpetua y fue devuelto a una prisión de máxima seguridad en Cerdeña, donde se entregaba a su afición por la pintura, en particular, las pinturas de paisajes.
El 16 de noviembre de 1993, murió en la cárcel de un ataque al corazón, a la edad de 68 años. Está enterrado en Corleone.

## Filmografía
- Placido Rizzotto, film del 2000 de Pasquale Scimeca. Vincenzo Albanese interpreta a Luciano Liggio.
- L'ultimo dei corleonesi, serie de la Rai 1. Stefano Dionisi interpreta a Luciano Liggio.
- Il capo dei capi (El capo de Corleone, en España), serie de Canale 5 sobre Totò Riina. Claudio Castrogiovanni interpreta a Liggio.